# Philonotis hastata
Philonotis hastata är en bladmossart som beskrevs av Roelof J.van der Wijk och Margadant 1959. Philonotis hastata ingår i släktet källmossor, och familjen Bartramiaceae. Inga underarter finns listade i Catalogue of Life.